# Neoglyphidodon carlsoni
Neoglyphidodon carlsoni är en fiskart som först beskrevs av Allen, 1975.  Neoglyphidodon carlsoni ingår i släktet Neoglyphidodon och familjen Pomacentridae. Inga underarter finns listade i Catalogue of Life.